# D611 (Vienne)
De D611 is een departementale weg in het West-Franse departement Vienne. De weg loopt van Fontaine-le-Comte, ten zuiden van Poitiers, via Lusignan naar de grens met Deux-Sèvres. In Deux-Sèvres loopt de weg als D611 verder naar Niort en La Rochelle.

## Geschiedenis
Oorspronkelijk was de D611 onderdeel van de N11. In 2006 werd de weg overgedragen aan het departement Vienne, omdat de weg geen belang meer had voor het doorgaande verkeer vanwege de parallelle autosnelweg A10. De weg is toen omgenummerd tot D611.